# Vereinigung 17. Juni 1953
Die Vereinigung 17. Juni 1953 ist ein gemeinnütziger Verein, der sich für den Schutz von Opfern des SED-Regimes in der DDR engagiert, insbesondere für Aktivisten des Aufstands vom 17. Juni 1953. Die Vereinsmitglieder waren oder sind überwiegend Streikführer, Aktivisten und Unterstützer des Volksaufstands vom 17. Juni 1953 bzw. deren Verwandte. 

## Geschichte
Der Verein wurde am 3. Oktober 1957 als Nachfolger des „Komitees 17. Juni 1953“ in das Vereinsregister eingetragen. Wesentliche Vereinsziele sind das Gedenken an den 17. Juni 1953 und die Aufarbeitung der damit in Verbindung stehenden politischen Verfolgungen. 1964 spaltete sich ein „Arbeitskreis 17. Juni 1953“ vom Verein ab, um eigenständig im Verbund mit dem Kuratorium Unteilbares Deutschland das Gedenken an den 17. Juni 1953 zu wahren, wohingegen die verbliebene „Vereinigung 17. Juni 1953“ die politischen Ziele des Volksaufstands weiterverfolgte. 2010 erfolgte die „Wiedervereinigung“ zwischen dem Arbeitskreis und der Vereinigung. Seither wurde dem bisherigen Vereinsnamen in Klammern „AK“ zugefügt. Langjähriger Vorsitzender war Manfred Plöckinger. Nach dessen Tod im Jahr 2002 übernahm Carl-Wolfgang Holzapfel das Amt des Vorsitzenden. Holzapfel fungierte von 2002 bis 2019 und erneut ab 16. Juni 2020 als Vorsitzender, 2023 kandidierte er aus Altersgründen nicht mehr. Mit ihm schieden auch die Geschäftsführerin Edda Sperling (†) und die Schatzmeisterin Tatjana Sterneberg aus. Am 16. Juni 2025 trat Carl-Wolfgang Holzapfel aus dem Verein aus.

## Vorstand
Mike Mutterlose ist seit 2023 Vorsitzender der Vereinigung. Weitere Mitglieder im Vorstand sind Andrea Rugbarth und Kathrin Albrecht-Gericke. Im Beirat sitzen Karl Wilhelm Fricke, Eberhard Diepgen und Helmut Müller-Enbergs. Zuvor, bis zu ihrem Tod, waren auch Heinrich Lummer, Berthold Rubin, Emil Schlee und Wolfgang Ullmann Mitglieder im Beirat.

## Vereinsaktivitäten
Der Verein fördert die öffentliche Wahrnehmung des Volksaufstands vom 17. Juni 1953 als Revolutionsereignis von nationaler Bedeutung. So betreut der Verein die zentrale Gedenkstätte in Berlin-Zehlendorf (das einzige originäre Denkmal an den Volksaufstand in Deutschland) ideell. Darüber hinaus unterstützt der Verein die Wiedereinführung eines gesetzlichen Feiertags zum Gedenken an den 17. Juni 1953.
Der Verein stellte mit seinem Archiv (zu erreichen über die Website) ein Diskussionsforum zu verschiedenen politischen Sachverhalten des aktuellen Zeitgeschehens zur Verfügung. Thematisiert wurden u. a. auch Veranstaltungen des Vereins. So wurde dort über Siegmar Faust, die Gedenkstätte Berlin-Hohenschönhausen und die Vereinigung der Opfer des Stalinismus (VOS) diskutiert.
Die Vereinigung 17. Juni 1953 gab mehrere Broschüren heraus: zum 40. Jahrestag „Auf, Europa, zur Freiheit“ und zum 50. Jahrestag „Spurensuche. Helden der Menschlichkeit“, beide Schriften verantwortet von Carl-Wolfgang Holzapfel (Hrsg.). Der Verein sprach sich gegen die Nominierung und Wahl Joachim Gaucks ins Amt des Bundespräsidenten aus.